# Raduša (Užice)
Raduša (Servisch cyrillisch Радуша) is een plaats in de Servische gemeente Užice. De plaats telt 524 inwoners (2002).